# 1. Realschule

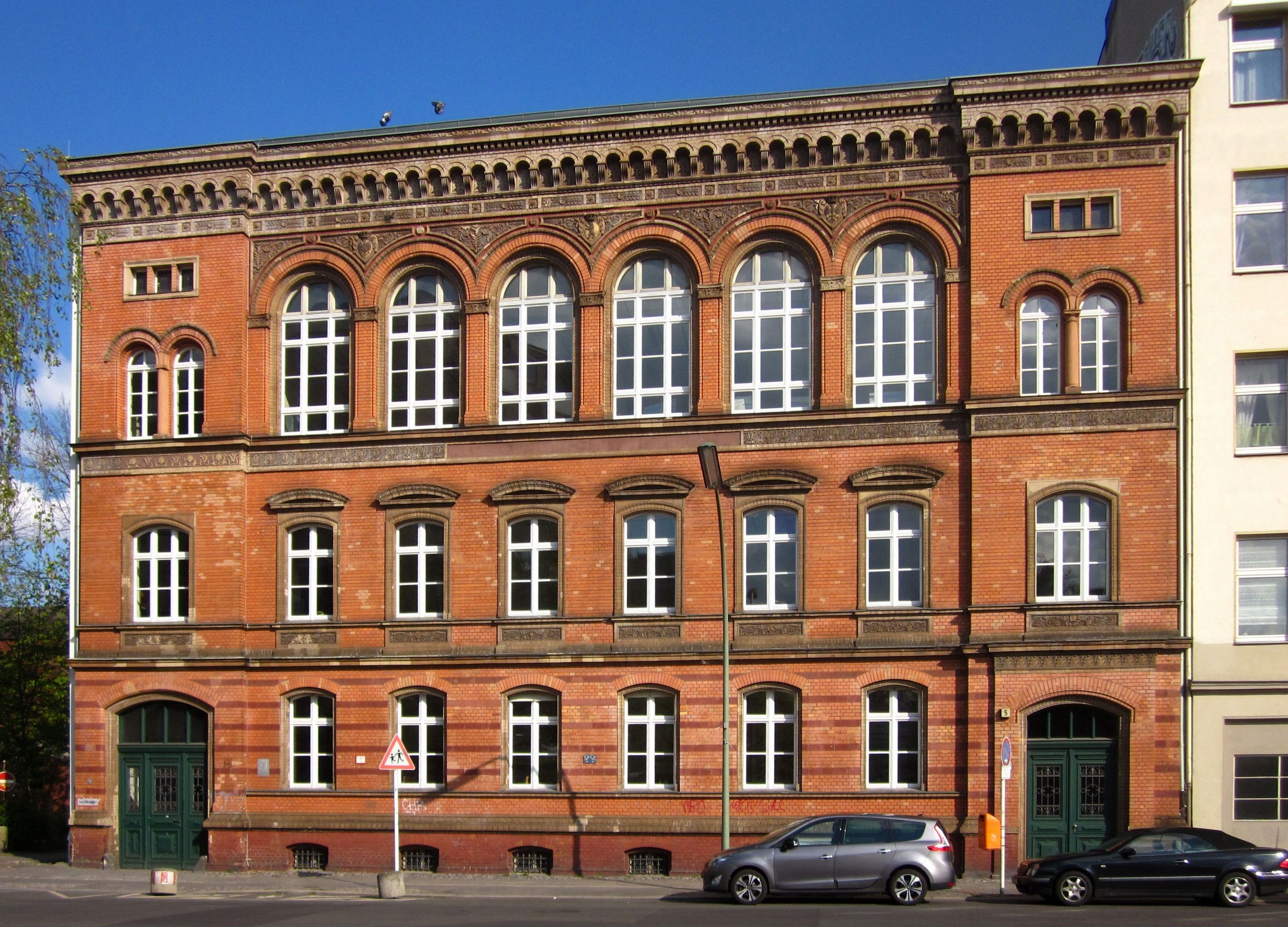
Die „1. Realschule“ in Berlin-Kreuzberg

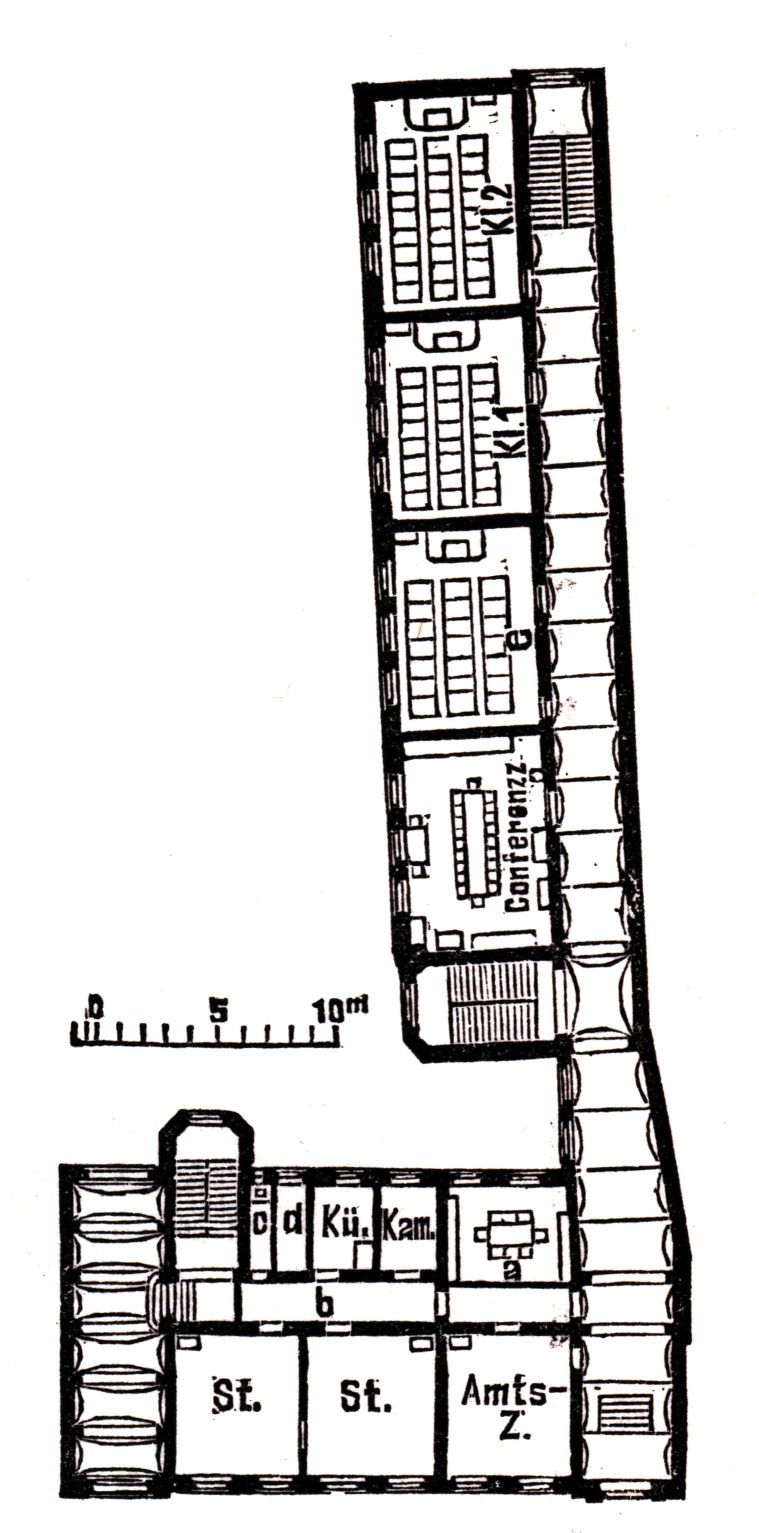
Ursprünglicher Grundriss des Erdgeschosses

Die 1. Realschule ist ein denkmalgeschütztes Gebäude in der Alexandrinenstraße 5 und 6 im Berliner Ortsteil Kreuzberg. Es wurde 1886–1887 nach Plänen des Architekten und Stadtbaurates Hermann Blankenstein vom Stadt-Bauinspektor Karl Frobenius im Auftrag des Berliner Magistrats errichtet. Das Bauwerk mit seinen reichen Terrakotten im Stil der Neorenaissance gilt als charakteristisch für die Backsteinbauten der Schinkelschule.
Die 1. Realschule wurde als zweiflügeliger Schulbau in geschlossener Bebauung aus orangegelbem Backstein errichtet. Das Vordergebäude an der Alexandrinenstraße war dabei für Dienstwohnungen und Schulaula bestimmt, der Hofflügel für die Klassenräume. Den 1945 zerstörten Hofflügel ersetzt ein 1956–1958 in gemischter Stahlbeton- und Mauerwerkbauweise errichteter Neubau.
Die Fassade des erhaltenen Bauteils an der Alexandrinenstraße ist verkleidet mit Ziegeln mit hellroter Blendschicht. Sie wird gegliedert durch die plastischen Fassadenelemente der Gurtgesimse, Friesstreifen und Sohlbänke aus sandsteinfarbenen Ziegeln. Die Front zeigt überdachte Stichbogenfenster im ersten und hohe Rundbogenfenster der ehemaligen Aula im zweiten Obergeschoss. Im Erdgeschoss durchlaufen dunkelfarbige Ziegelbänder die roten Flächen horizontal. Das Hauptgesims über den Aulafenstern ist verziert mit sandsteinfarbenen Terrakotta-Ornamenten, die Ranken, Blüten und Lorbeer zeigen. Durch den deutlichen Farbkontrast zwischen roten und helleren Flächen werden diese Ornamente hervorgehoben, ohne dabei den streng gegliederten Aufbau der Front zu überdecken.
Die 1. Realschule wurde 1927 umgewandelt in die 11. Berufsschule für Jünglinge zu Berlin, aus der das heutige Oberstufenzentrum Konstruktionsbautechnik hervorgegangen ist. Die nach dem Politiker und Gewerkschaftsführer Hans Böckler benannte Schule nutzt neben dem Altbau in der Alexandrinenstraße und dem Neubau des Hofflügels aus den 1950er Jahren andere Gebäude, die bis 1983 auf dem weitläufigen Gelände bis zur parallel verlaufenden Lobeckstraße errichtet wurden.